# Ремесленная слобода (Иркутск)

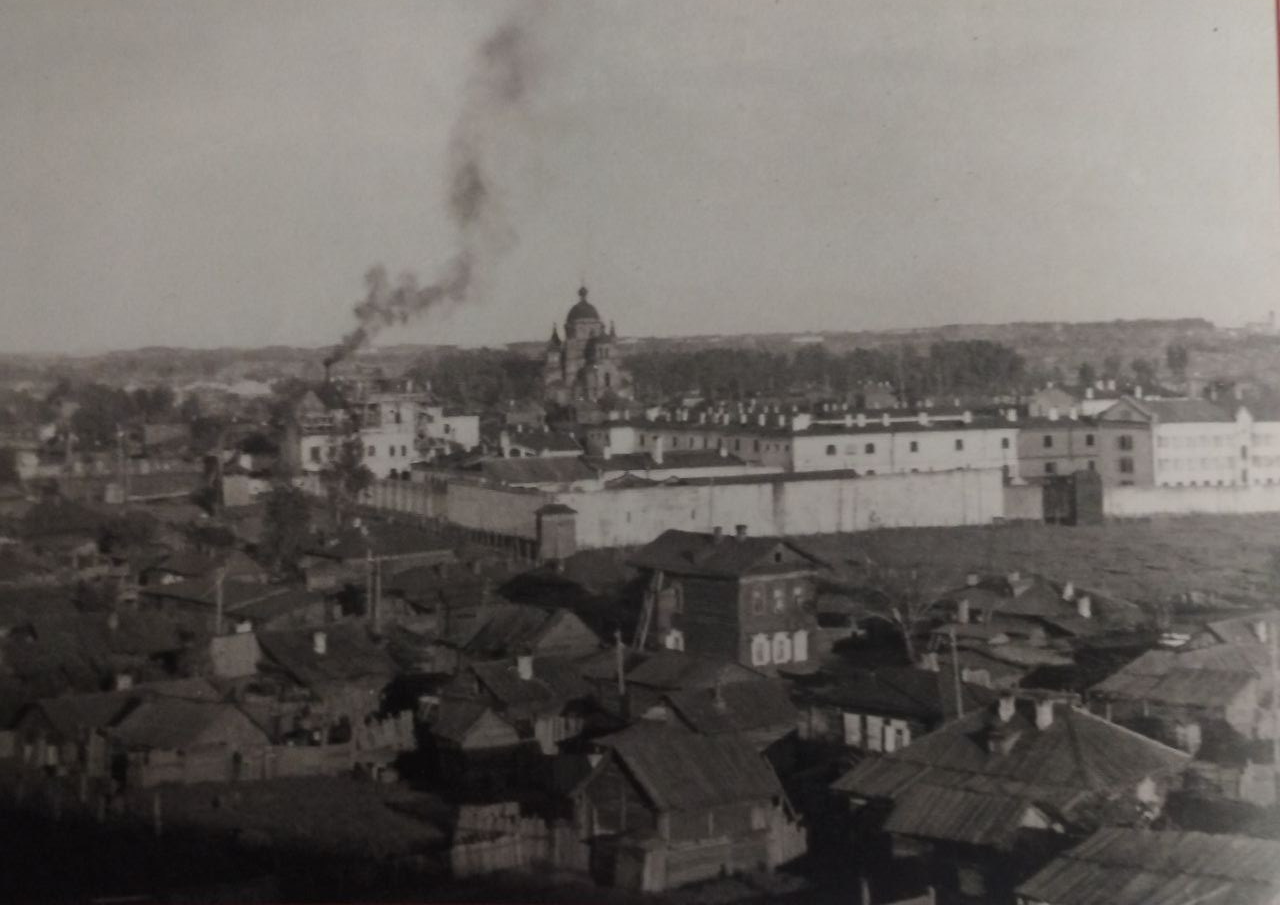
Вид на Казанскую церковь из Ремесленной слободы. Иркутск. Начало 20-го века

Во второй половине 18 века «головной болью» для властей Иркутска стали переселенцы из европейской части России, особенно беглые крепостные.
Ранее их не преследовали, записывали в крестьянское или мещанское сословие. Они могли жить свободно. Вольница кончилась, когда Екатерина II, опасаясь повторения Пугачёвского бунта (1773 – 1775),  в 1787 году издала указ беглых ни в какое звание не записывать. Не получив гражданство, беглецы вынуждены были бродяжничать.
Иркутск оказался переполненным бродягами и ссыльными. Городской голова Михаил Сибиряков нашёл решение проблемы: он обратился к губернатору с прошением учредить для этих людей Ремесленный (Работный) дом.
Ремесленный дом был построен в 1799 году,  подальше от центральной части города. Одновременно с ним строилась тюрьма, которая, помимо прямого предназначения, стала регулировать хлынувший в Иркутск поток ссыльных. Сначала в Ремесленном доме на принудительных работах числилось 100 ссыльных, а в 1835 году – 226 человек мастеровых, 20 чернорабочих и 60 ссыльнопоселенцев, которые по состоянию здоровья не могли работать и содержались за счёт труда мастеровых. Мастеровые люди не только владели разными ремёслами, но и обучали других. Труд ремесленников оказался востребованным иркутянами: сюда шли за обувью, шапками, конной упряжью, иконами, шерстью, горшками, телегами, солодом. При Ремесленном доме была открыта суконная фабрика.

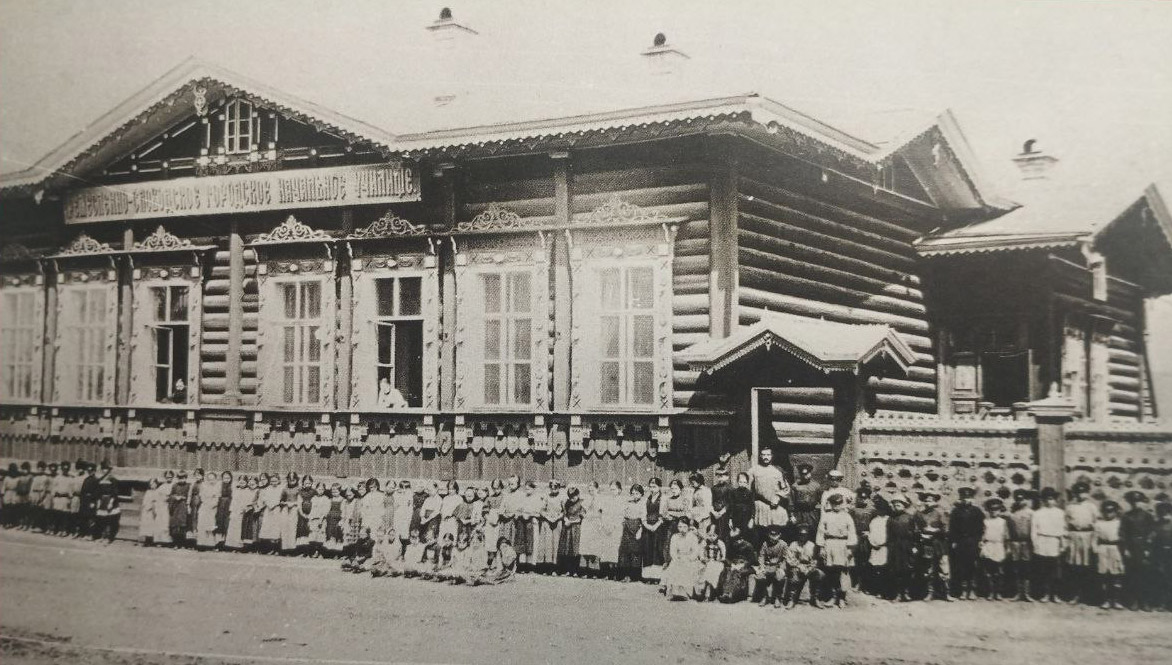
Жители Ремесленной слободы. Иркутск. Фото начала 20-го века

Обитателей Ремесленного дома и заключённых тюрьмы использовали в работах по благоустройству города. Они «занимались отсыпкой берегов Ангары и Ушаковки, сооружением дамб на них, осушали топкие места на улицах города, засыпая их мелким камнем, благоустраивали площади и скверы, копали котлованы под фундамент общественных зданий». Их привлекали к работе пожарных команд.
Родственников, приезжавших к обитателям Ремесленного дома, селили в специально построенные для них бараки. По окончании срока принудительных работ ссыльным позволяли строить собственное жильё и обзаводиться хозяйством. Так появились улицы Ремесленная, Гончарная, Сарафановская, Каштакская. И с середины 19 века этот район стал называться Ремесленной слободой. К 1877 году в слободе было уже 17 улиц и переулков.